# 签草
签草（学名：Carex doniana），又名大穗日本薹、芒尖薹，为莎草科苔草属的植物。分布于朝鲜、印度尼西亚、台湾岛、菲律宾、喜马拉雅山东部地区、尼泊尔、日本以及中国大陆的陕西、云南、福建、浙江、江苏、四川、广东、广西、湖北等地，生长于海拔500米至3,000米的地区，多生于沟边、灌木丛、溪边、林下及草丛中潮湿处，目前尚未由人工引种栽培。